# 和歌山電気軌道
和歌山電気軌道株式会社（わかやまでんききどう）は、1940年（昭和15年）11月に、当時の阪和電気鉄道が、東邦電力から譲渡された和歌山市内を走る軌道線を経営する傍系会社として設立された鉄道会社。
その後、南海鉄道、近畿日本鉄道、それぞれの傍系会社としての経緯を経て、1947年（昭和22年）3月に近畿日本鉄道の傍系会社から独立し、新たに発足した。
1957年（昭和32年）11月1日には、和歌山鉄道を合併し、鉄道事業にも参入したが、1961年（昭和36年）11月1日に南海電気鉄道と合併してその歴史に幕を閉じ、軌道線は同社の和歌山軌道線、鉄道線は貴志川線となった。

## 営業路線

### 軌道線

#### 海南線
| 駅名                      | 営業キロ | 接続路線                                                                  | 所在地   | 所在地   |
| ------------------------- | -------- | ------------------------------------------------------------------------- | -------- | -------- |
| 市駅前 【区間境界駅】     | 0.0      | 南海電気鉄道：南海本線・南海加太線・南海和歌山港線 日本国有鉄道：紀勢本線 | 和歌山県 | 和歌山市 |
| 宇治駅                    |          |                                                                           | 和歌山県 | 和歌山市 |
| 本町四丁目駅              |          |                                                                           | 和歌山県 | 和歌山市 |
| 本町三丁目駅              |          |                                                                           | 和歌山県 | 和歌山市 |
| 本町二丁目駅              |          |                                                                           | 和歌山県 | 和歌山市 |
| 京橋駅                    |          |                                                                           | 和歌山県 | 和歌山市 |
| 公園前駅                  |          | 和歌山電気軌道：新町線                                                    | 和歌山県 | 和歌山市 |
| 市役所前駅                |          |                                                                           | 和歌山県 | 和歌山市 |
| 県庁前駅 【区間境界駅】   |          |                                                                           | 和歌山県 | 和歌山市 |
| 真砂町駅                  |          |                                                                           | 和歌山県 | 和歌山市 |
| 病院前駅                  |          |                                                                           | 和歌山県 | 和歌山市 |
| 小松原通五丁目駅          |          |                                                                           | 和歌山県 | 和歌山市 |
| 堀止駅                    |          |                                                                           | 和歌山県 | 和歌山市 |
| 車庫前駅                  |          |                                                                           | 和歌山県 | 和歌山市 |
| 高松駅 【区間境界駅】     |          |                                                                           | 和歌山県 | 和歌山市 |
| 水軒口駅                  |          |                                                                           | 和歌山県 | 和歌山市 |
| 秋葉山駅                  |          |                                                                           | 和歌山県 | 和歌山市 |
| 和歌浦口駅                |          | 和歌山電気軌道：和歌浦支線                                                | 和歌山県 | 和歌山市 |
| 和歌浦駅                  |          |                                                                           | 和歌山県 | 和歌山市 |
| 旭橋駅                    |          |                                                                           | 和歌山県 | 和歌山市 |
| 紀三井寺駅 【区間境界駅】 |          |                                                                           | 和歌山県 | 和歌山市 |
| 布引駅                    |          |                                                                           | 和歌山県 | 和歌山市 |
| 浜ノ宮駅 【区間境界駅】   |          |                                                                           | 和歌山県 | 和歌山市 |
| 琴ノ浦駅                  |          |                                                                           | 和歌山県 | 和歌山市 |
| 黒江駅                    |          |                                                                           | 和歌山県 | 和歌山市 |
| 東浜駅                    |          |                                                                           | 和歌山県 | 和歌山市 |
| 日方駅                    |          |                                                                           | 和歌山県 | 和歌山市 |
| 野上電車前駅              |          | 野上電気鉄道：野上線（日方駅）                                            | 和歌山県 | 和歌山市 |
| 海南駅前                  | 13.4     | 日本国有鉄道：紀勢本線（海南駅）                                          | 和歌山県 | 和歌山市 |

#### 和歌浦支線
| 駅名       | 営業キロ | 接続路線               | 所在地   | 所在地   |
| ---------- | -------- | ---------------------- | -------- | -------- |
| 和歌浦口駅 | 0.0      | 和歌山電気軌道：海南線 | 和歌山県 | 和歌山市 |
| 権現前駅   |          |                        | 和歌山県 | 和歌山市 |
| 新和歌浦駅 | 1.1      |                        | 和歌山県 | 和歌山市 |

#### 新町線
| 駅名       | 営業キロ | 接続路線                                                | 所在地   | 所在地   |
| ---------- | -------- | ------------------------------------------------------- | -------- | -------- |
| 公園前駅   | 0.0      | 和歌山電気軌道：海南線                                  | 和歌山県 | 和歌山市 |
| 新通駅     |          |                                                         | 和歌山県 | 和歌山市 |
| 三木町駅   |          |                                                         | 和歌山県 | 和歌山市 |
| 北新地駅   |          |                                                         | 和歌山県 | 和歌山市 |
| 新内駅     |          |                                                         | 和歌山県 | 和歌山市 |
| 東和歌山駅 | 1.6      | 和歌山電気軌道：貴志川線 日本国有鉄道：紀勢本線・阪和線 | 和歌山県 | 和歌山市 |

### 鉄道線
| 駅名       | 営業キロ | 接続路線                                              | 所在地   | 所在地          |
| ---------- | -------- | ----------------------------------------------------- | -------- | --------------- |
| 和歌山駅   | 0.0      | 和歌山電気軌道：新町線 日本国有鉄道：紀勢本線・阪和線 | 和歌山県 | 和歌山市        |
| 田中口駅   | 0.6      |                                                       | 和歌山県 | 和歌山市        |
| 日前宮駅   | 1.4      |                                                       | 和歌山県 | 和歌山市        |
| 神前駅     | 2.9      |                                                       | 和歌山県 | 和歌山市        |
| 竈山駅     | 3.7      |                                                       | 和歌山県 | 和歌山市        |
| 岡崎前駅   | 5.4      |                                                       | 和歌山県 | 和歌山市        |
| 吉礼駅     | 6.4      |                                                       | 和歌山県 | 和歌山市        |
| 伊太祁曽駅 | 8.0      |                                                       | 和歌山県 | 和歌山市        |
| 山東駅     | 9.1      |                                                       | 和歌山県 | 和歌山市        |
| 大池遊園駅 | 11.3     |                                                       | 和歌山県 | 那賀郡 貴志川町 |
| 西山口駅   | 12.1     |                                                       | 和歌山県 | 那賀郡 貴志川町 |
| 甘露寺前駅 | 13.1     |                                                       | 和歌山県 | 那賀郡 貴志川町 |
| 貴志駅     | 14.3     |                                                       | 和歌山県 | 那賀郡 貴志川町 |

## 運転系統

### 軌道線
- 市駅 - 海南駅前
- 東和歌山 - 海南駅前
- 市駅 - 新和歌浦
- 東和歌山 - 新和歌浦
- 市駅 - 車庫前
- 東和歌山 - 車庫前

## 普通旅客運賃

### 軌道線
| 区間別   | 1区間 | 2区間 | 3区間 | 4区間 | 5区間 |
| 片道運賃 | 10円  | 20円  | 25円  | 30円  | 35円  |

## 定期旅客運賃

### 軌道線
| 種別／月別     | 1か月 | 3か月                      | 6か月                      |
| 通勤定期乗車券 | 4割引 | 定期乗車券運賃の3倍の5分引 | 定期乗車券運賃の6倍の1割引 |
| 通学定期乗車券 | 6割引 | 定期乗車券運賃の3倍の5分引 | 定期乗車券運賃の6倍の1割引 |
| 普通定期乗車券 | 3割引 | 定期乗車券運賃の3倍の5分引 | 設定なし                   |

## 回数旅客運賃

### 軌道線
5円券（22枚綴）：100円